# Jackie Espinosa
Juan Espinosa Johnson, detto Jackie (Plattsburgh, 10 agosto 1965), è un ex cestista statunitense con cittadinanza spagnola.

## Palmarès
- Copa del Rey: 1

Joventut Badalona: 1997
- Copa Príncipe de Asturias: 1

Melilla: 2001